# Cyriac Auriol
Pour les articles homonymes, voir Auriol.
 (juin 2023).
Si vous disposez d'ouvrages ou d'articles de référence ou si vous connaissez des sites web de qualité traitant du thème abordé ici, merci de compléter l'article en donnant les références utiles à sa vérifiabilité et en les liant à la section « Notes et références ».
Cyriac Auriol, né en 1966, est un producteur de cinéma français.

## Biographie
Diplômé de l'Institut d'études politiques de Paris, il débute dans le cinéma comme stagiaire auprès de Daniel Toscan du Plantier. En 1992 il crée Les Films du Requin, et durant les trois premières années, il produit une trentaine de courts métrages, avant un premier long métrage en 1995, Drancy Avenir, d'Arnaud des Pallières, enquête historique, poétique et philosophique sur les traces de l’extermination des Juifs dans Paris et sa banlieue aujourd’hui. 
En 1997 il initie un projet de rénovation du cinéma Le Louxor dont l'échec aboutira quelques années plus tard à la naissance de la Cinémathèque de Tanger. 
Parmi ses principaux films on peut citer :
- Le New-Yorker, de Benoît Graffin (1996), premier long métrage tourné en DV
- Jeanne et le Garçon formidable, d'Olivier Ducastel et Jacques Martineau (1998), une comédie musicale en compétition à Berlin
- Le Café de la plage, de Benoît Graffin (2000), tourné à Tanger d'après la nouvelle de Mohammed Mrabet et Paul Bowles.
- Royal Bonbon, de Charles Najman (2001), obtient le Prix Jean-Vigo 2002.
- Héros, de Bruno Merle (2007), qui ouvre la Semaine Internationale de la Critique au Festival de Cannes en 2007.
- Las Marimbas del Infierno, de Julio Hernandez Cordon (2010), docu-fiction sur la création d'un groupe musical qui fusionne le Heavy Metal et les marimbas, primé à 15 reprises dans des festivals internationaux.

Il produit ou coproduit également de nombreux films de réalisateurs étrangers dont notamment le film de l'écrivain cubain Joel Cano, 7 dias 7 noches, grand prix au Festival des trois continents 2003, et le film du tunisien Nacer Khémir, Bab'Aziz, le prince qui contemplait son âme (Bab'Aziz), présenté à Locarno en 2005, Ilusionnes Opticas du chilien Cristian Jimenez, ou Agua Fria de Mar de la costaricaine Paz Fabregua qui remporte le grand prix du Festival de Rotterdam en 2010. En 2016 il produit Zin n'aariyâ! / The wedding ring le premier long métrage de la réalisatrice nigérienne Rahmatou Keïta
Parallèlement, Cyriac Auriol a développé une activité de documentaire avec notamment les films de l'iranienne Mitra Farahani, Juste une femme, Teddy Award du meilleur documentaire à la Berlinale en 2002, et Tabous (Zohreh & Manouchehr), un documentaire sur l'amour et la sexualité en Iran présenté à Berlin en 2004. Deux films au tournage clandestin qui illustrent les dualités de la société iranienne faxe à la sexualité.
En 2015 il initie une collaboration avec l'artiste Pierrick Sorin dont il édite désormais les théâtres optiques. 
Cyriac Auriol est à l’origine, avec la photographe Yto Barrada, de la création de la Cinémathèque de Tanger au Maroc qui a ouvert ses portes en 2007.
Cyriac Auriol est membre du Réseau de producteurs européens ACE, membre de la European Film Academy.

## Filmographie

### Producteur
- 1994 : Faim d'aimer
- 1995 : La Croisade d'Anne Buridan
- 1995 : La Nuit des héros
- 1996 : Tout va mal
- 1997 : Drancy Avenir
- 1997 : La Dette (coproducteur)
- 1998 : Le New Yorker
- 1998 : Jeanne et le Garçon formidable
- 2001 : Café de la plage ou L'homme qui ne savait pas être un ami
- 2002 : Royal Bonbon
- 2002 : Juste une femme
- 2003 : Sept jours, sept nuits
- 2003 : Soleils divers
- 2004 : Tabous - Zohre & Manouchehr
- 2005 : Bab'Aziz, le prince qui contemplait son âme
- 2007 : Héros
- 2009 : Crossdresser
- 2009 : Ilusiones Opticas
- 2010 : Las Marimbas del Infierno
- 2010 : Agua fria de mar
- 2016 : The Wedding Ring / Zin n'aariyâ!
- 2019 : Haut perchés / Don't look Down
- 2022 : Dias Borrossos/Les jours flous
- 2022 : To the North
- 2024 : Xiao ban jie / Le grand Phuket
- 2025 : The things you kill

### Réalisateur, scénariste et acteur
- 1995 : Le Vide dedans moi (coréalisé avec Lola Doillon)